# Pondok Pabrik
Pondok Pabrik is een bestuurslaag in het regentschap Langsa van de provincie Atjeh, Indonesië. Pondok Pabrik telt 2709 inwoners (volkstelling 2010).